# Glyptobairdia coronata
Glyptobairdia coronata är en kräftdjursart som först beskrevs av Brady 1870.  Glyptobairdia coronata ingår i släktet Glyptobairdia och familjen Bairdiidae. Inga underarter finns listade i Catalogue of Life.